# Hamburg Masters 2002
Hamburg Masters 2002 — тенісний турнір, що проходив на ґрунтових кортах у місті Гамбург, Німеччина з 13 травня . Належав до категорії Tennis Masters Series, був турніром серії Hamburg European Open 2002 року.

## Фінальна частина

### Одиночний розряд
Роджер Федерер —  Марат Сафін 6–1, 6–3, 6–4

### Парний розряд
Магеш Бгупаті /  Ян-Майкл Гембілл —  Йонас Бйоркман /  Тодд Вудбрідж 6–2, 6–4